# 黑蜡壳耳
黑蜡壳耳（学名：Sebacina fuscata）是属于银耳目银耳科蜡壳耳属的一种真菌，群生于阔叶林中的地上及无树皮的朽木上。该种分布于中国。